# Eugen Horniak
Eugen Horniak (28. srpna 1926 Ružindol – 6. října 2004 Bratislava) byl československý basketbalista,  účastník Olympijských her 1952 a vicemistr Evropy 1955. Je zařazen na čestné listině mistrů sportu.
Maturoval na gymnáziu v Trnavě. Po absolvování Lékařské fakulty Univerzity Komenského v Bratislavě pracoval na této fakultě od roku 1952 jako odborný asistent na Katedře tělovýchovného lékařství a tělesné výchovy. Jako vysokoškolský pedagog a vědeckovýzkumný pracovník je autorem knih o metodice sportovního tréninku a sledování ukazovatelů při lékařském vyšetření sportovců. Dizertační práci obhájil v roce 1969. V letech 1957–1970 byl lékařem československé basketbalové reprezentace.
Byl aktivním sportovcem. V kategorii dorostu v roce 1944 byl hráčem družstva, které bylo přeborníkem Slovenska v kopané a v roce 1945 byl v atletice dorosteneckým mistrem Československa v hodu oštěpem. V době vysokoškolského studia preferoval basketbal. V československé basketbalové lize hrál 15 sezón (1945–1960) postupně za kluby Železničiari, NV Bratislava (1945–1951), Zdravotník Bratislava (1952), Slovan Bratislava (1953–1954), Slávia VŠ Bratislava (1954–1960). V basketbalové lize získal pětkrát 3. místo (1× se Slovanem Bratislava, 4× se Slavia VŠ Bratislava). V sezóně 1961/62 byl trenérem ligového týmu Slavia Bratislava (7. místo).
Za Československo hrál V roce 1952 na Olympijských hrách 1952 v Helsinkách, kde tým skončil na desátém místě. Dále hrál dvakrát na Mistrovství Evropy v basketbale mužů, získal na nich čtvrté místo v roce 1953 v Moskvě a druhé místo v roce 1955 v Budapešti.

## Sportovní kariéra

### Hráč klubů
- 1945–1950 Železničiari
- 1949–1951 NV Bratislava – 2x 4., 1x 8. místo
- 1952 Zdravotník Bratislava – 4. místo
- 1953–1954 Slovan Bratislava – 3. místo 1954, 4. místo 1953
- 1954–1960 Slávia Bratislava – 4x 3. místo (1955, 1956, 1958, 1959), 6. místo (1957), 7. místo (1960),
- Československá basketbalová liga celkem 15 sezón (1945–1960) a 5 medailových umístění (5x 3. místo)

### Hráč Československa
- Celkem 64 utkání za reprezentační tým (1949–1955), z toho 31 utkání na OH a ME, stříbrná medaile na ME
- Olympijské hry 1952 Helsinky (8 bodů, 2 zápasy) 10. místo
- Mistrovství Evropy v basketbale mužů – 1953 Moskva (10 bodů /3 zápasy) 4. místo – 1955 Budapešť (13 /5) 2. místo

### Trenér, pedagog a funkcionář
- 1961–1962 trenér Slávia Bratislava: československá liga, 7. místo
- 1957–1970 lékař československé basketbalové reprezentace
- od 1952 Katedra tělovýchovného lékařství, tělesné a branné výchovy (Klinika tělovýchovného lékařství) Lékařské fakulty Univerzity Komenského v Bratislavě

## Knihy a články
- Eugen Horniak : Životospráva a denný režim občana a športovca, Bratislava, SÚV ČSZTV, Metodický list 1983-1, 104s
- Eugen Horniak : Diagnostika špeciálnej trénovanosti, Bratislava, SÚV ČSZTV, Metodický list 1985-1, 126s
- Eugen Horniak : Zdravotnícke zabezpečenie útvarov talentovanej mládeže, Bratislava, Šport, Metodický list 1985-1, 88s
- Eugen Horniak : Sport ve zdraví a v nemoci. Č.1., Sport a věk. Obezita, diabetes mellitus a tělesná výchova. Soubor přednášek ze 4. evropského kongresu tělových lékařství. Praha 25.–28.3.1985 , Praha, ÚV ČSTV, 1986, 287s
- Eugen Horniak : Telovýchovnolekárska problematika športovania, Bratislava, SÚV ČSZTV, 1989, 241s
- Eugen Horniak : Lekár a pohybová aktivita, Bratislava, Šport, 1989, 113s
- Eugen Horniak : Zdravotná problematika preferovaných športov, Bratislava, Šport, 1990, 84s
- více než 170 článků v domácích a zahraničních časopisech